# Coscineuta pulchripes
Coscineuta pulchripes är en insektsart som först beskrevs av Gerstaecker 1889.  Coscineuta pulchripes ingår i släktet Coscineuta och familjen gräshoppor. Inga underarter finns listade i Catalogue of Life.